# Former Ladies of the Supremes
The Former Ladies of the Supremes of FLOS (Voormalige Dames van de Supremes) kwam in 1986 tot stand door oud-leden van The Supremes: Jean Terrell, Lynda Laurence en Scherrie Payne. Ook Sundray Tucker en Freddi Poole hebben deel uitgemaakt van de groep (Freddi Poole als meest recente), hoewel beiden nooit leden van The Supremes zijn geweest.

## Biografie

### Vroeger jaren
Acht jaar nadat The Supremes in 1977 officieel uit elkaar gingen, riep Scherrie Payne in 1986 oud-leden Mary Wilson en Cindy Birdsong bijeen om de groep te formeren. Het idee kwam eigenlijk van de platenmaatschappij Superstar International Records (dat in Los Angeles is gevestigd) waar Scherrie een contract mee had en ze stemde toe. Mary Wilson weigerde omdat ze verder wilde gaan met haar solocarrière, maar Cindy Birdsong zag het wél zitten en bracht voormalig Supreme-lid Jean Terrell mee.
Tijdens de ontwikkelingen om de naam The Supremes nieuw leven in te blazen, stuitte ze op moeilijkheden wat betreft de rechten van de naam - Mary Wilson was namelijk nog bezig met een rechtszaak tegen Motown omtrent het eigendomsrecht en de rechten van de naam - en dus besloten ze een geheel nieuwe groep te vormen onder de naam "FLOS" (The Former Ladies of the Supremes). Nog voordat de groep goed en wel van de grond loskwam, verliet Cindy de groep voor een solocarrière en tekende een contract bij Hi-Hat Records. Voormalig Supreme-lid Lynda Laurence verving Cindy en in 1986 was de groep officieel geformeerd. Ze namen het nummer "We're Back" op, maar omdat Superstar International Records geen nationale distributeur had haalde het nummer de Amerikaanse hitparade niet. Rond die tijd ging de groep op tournee.

### Motorcity Records
In 1989 tekende FLOS een contract met de Britse producent Ian Levine van Motorcity Records, daar waren nog meer artiesten die ooit voor Motown hadden gewerkt. Hun eerste nummer onder dit label was "Crazy About The Guy" (1989; MOTC 13) en was een geheel nieuw nummer en Jean was de leadzangeres met haar zijdezachte stem. Deze single, samen met alle andere opnames die de groep voor dit label opnamen, werden toegeschreven als Jean, Scherrie & Lynda Formely of The Supremes. De single "Stoned Love" (MOTC 56) is een remake uit 1970 van The Supremes en Scherrie en Jean waren afwisselend de leadzangeressen. De B-kant bevat een liveversie van "Crazy About The Guy". Op het prachtige "I Want To be Loved" (MOTC 77) zijn ze alle drie als leadzangeres te horen; op de B-kant staat een dubbele remix van het nummer. "Hit & Miss" (MOTC 88), met Lynda als leadzangeres, was het laatste nummer dat zo voor Motorcity Records opnamen en kwam in 1991 uit. Het werd veel in dancings gedraaid. De dames brachten ook nog het nummer "Back By Popular Demand" uit met "The Originals" van Motown Records, waarvan Lynda zei dat dit een van haar favoriete nummers is die onder het label Motorcity Records is uitgebracht. Het album "Bouncing Back" van FLOS werd door verschillende andere labels uitgebracht, omdat Motorcity Records op het moment van uitgave financiële problemen had.

### Sundray Tucker
Eind december 1992 werd de formatie opnieuw veranderd, toen Jean Terrell vertrok en werd vervangen door de zus van Lynda Sundray Tucker. In maart 1993 maakte ze haar concertdebuut toen de groep nogmaals op tournee ging door het land. De shows zijn meerdere malen opgenomen maar nooit uitgebracht. Eén nummer van deze tour, "Suki-Yaki" (Japans voor eenpansgerecht), werd in 1998 op het album "Something Special" gezet, waarop niet alleen nummers staan die de hele groep zingt maar ook een paar solonummers door Lynda en Cindy.
In 1994 maakte The FLOS hun eerste studioalbum "Supreme Voices" waarop ook Sundray is te horen, met als resultaat dat alle drie de dames als leadzangeres optrad. Alle drie deelden ze de leidende partij in drie nummers: "Give Me The Night" (een remake van een klassieke hit van George Benson), "Up The Ladder To The Roof" (een remake van een Supremes-hit, met als gast Cindy Birdsong) en "How Do You Keep The Music Playing" (wat de herkenningsmelodie van de groep werd).
Het album "Supremely Yours" kwam in 1995 uit en werd door Steve Weaver geproduceerd. Net als het vorige album hadden de drie dames evenveel nummers als leadzangeres en hadden ze leidde ze ook weer drie nummers om beurten: "Stop To Love", "Feel Like Making Love" en een andere Supreme-klassieker "Touch". Steve nam meer dan veertig nummers met de dames op.
Later in datzelfde jaar werden ze door Mel Carter uitgenodigd voor een optreden. Dit resulteerde in het album "Mel Carter: Live In Hollywood".
Sundray bleef vier jaar bij de groep, droeg bij aan verscheidene album en had al naam gemaakt als favoriet bij de fans voordat ze haar plaats afstond aan de uiterst ervaren zangeres Freddi Poole, die er tot op de dag van vandaag (mei 2007) nog steeds bij is.

## Op een rijtje
In de zomer van 1996 maakt Jean Terrell een korte terugkeer als reünie met Scherrie en Lynda in een speciaal concert dat werd gehouden in het "Industry Cafe" te Los Angeles. Deze reünie viel samen met het vertrek van Sundray en de komst van Freddi.
Hun meest recente nummer was "Sisters United (We're Taking Controle)" (2006), wat voor het eerst werd gezongen in juli 2006 tijdens hun concert voor het 20-jarig bestaan in "The Music Box" in Hollywood. In september had de groep een korte maar zeer succesvolle tournee in Australië.
Voor hun Japanse tournee in april 2007 werd Freddi tijdelijk vervangen door Joyce Vincent, omdat de moeder van Freddi plotseling overleed.

## Discografie

### Singles
Superstar International Records
- "We're Back" /"Get Away" (met Ollie Woodson van The Temptations) (1987)

Motorcity Records
- "Crazy About The Guy"/"Crazy About The Guy (Instrumental)" MOTC 13 (1990)
- "Stoned Love"/"Crazy About The Guy (live)" MOTC
- "I Want To Be Loved"/"I Want To Be Loved (US Remix)" MOTC77 (1991)
- "Hit And Miss"/"Hit And Miss (US Remix)" MOTC88 (1991)

Driving Wheel Records
- "Stoned Love" DWCD01 (1998)
- "Someday We'll Be Together" DWCD02 (1998)

New Material
- "Light The World (With The Flame Of Love)" (2000)
- "Finally / Good Intentions" (2002)
- "Sisters United (We're Taking Control)" (2006)

### Albums
- Bouncing Back (1991) - Motorcity Records
- Supreme Voices (1994) - Altair

1. How Do You Keep The Music Playing
2. Rescue Me
3. Road To Freedom
4. Keep On Loving Me
5. Give Me The Night
6. Breaking & Entering
7. Don't Rocky My World
8. I'm A Fool For Love
9. Piano
10. Up The Ladder To The Roof
11. Somewhere Out There

- Supremely Yours (1995)

1. Feel Like Making Love
2. Who Do You Love
3. Just Like That
4. Stop To Love
5. Private Number (met Edwin Starr)
6. First time on A Ferris Wheel
7. Colours of LOve
8. Stop! I Don't Need No Sympathy
9. I Still Believe
10. Never Can Say Goodbye
11. If I Love Again
12. Sweet Freedom
13. Suave
14. Touch
15. Private Number (met Edwin Starr) Slammin' Jammin' Mix

- Reflections (1996)
- Where Did Our Love Go (1996)
- Live and More (1997)
- Legendary Ladies Live (met de Three Degrees en Sister Sledge) (1997)
- I Hear A Symphony (1997)
- Simply Supremes (1997)
- Reflections: The Supremes Hit List (1998)